# Dorota Masłowska

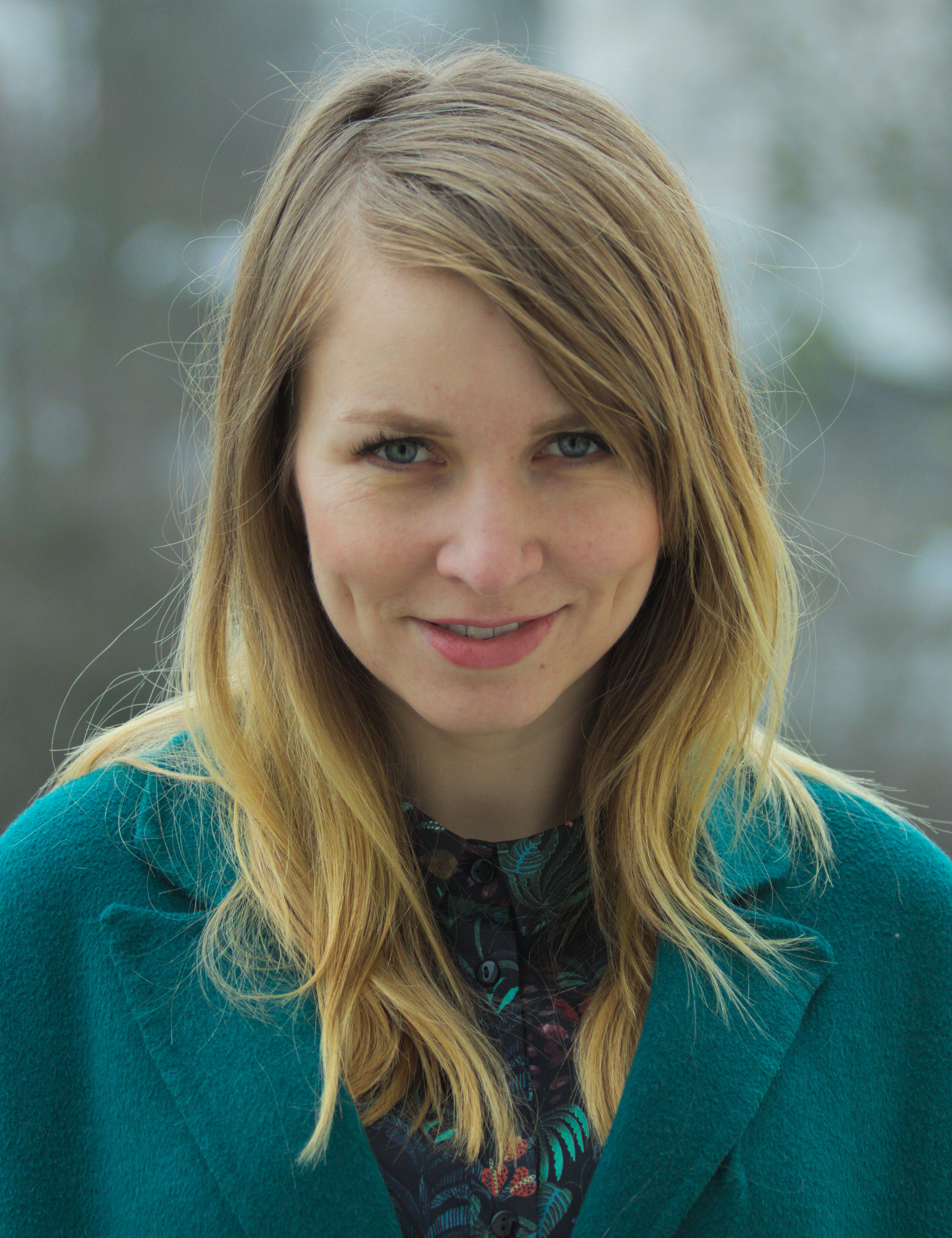
Dorota Masłowska im Jahre 2018

Dorota Masłowska (* 3. Juli 1983 in Wejherowo, Polen) ist eine polnische Schriftstellerin.

## Leben und Werk
Masłowska wuchs in Wejherowo auf und begann nach dem Abitur ein Psychologiestudium an der Universität Danzig, wechselte aber bald nach Warschau, um Kulturwissenschaft zu studieren. Zwischenzeitlich lebte sie in Krakau, kehrte aber dann nach Warschau zurück, dessen Stadtteil Praga sie in ihrem zweiten Buch beschreibt. Im September 2004 kam ihr erstes Kind zur Welt.
Ihren Debütroman Wojna polsko-ruska pod flagą biało-czerwoną (2002) schrieb sie im Alter von 18 Jahren während des Abschlussjahres am Liceum. Der Roman (wörtlich: Polnisch-russischer Krieg unter weiß-rotem Banner) wurde in die wichtigsten europäischen Sprachen übersetzt. Er beschreibt – oder karikiert – den Alltag und die Perspektivlosigkeit von Jugendlichen im post-kommunistischen Polen. Kritiker lobten insbesondere den mit reichlich Jugendslang angereicherten Erzählstil. So verglich eine Rezension der tageszeitung ihn mit Irvine Welshs Trainspotting oder J.D. Salingers Der Fänger im Roggen. Das Buch rief allerdings auch kritische Stimmen hervor.
2005 veröffentlichte Masłowska ihr zweites Buch Paw królowej, mit dem sie die Kritik spaltete. Der Titel ist ein Wortspiel – er kann „Der Pfau der Königin“, aber auch „Die Kotze der Königin“ bedeuten. Die deutsche Übersetzung erschien im Juni 2007 unter dem Titel Die Reiherkönigin.
Man warf der Autorin vor, sie schäume vor Zynismus, irritiere ob ihrer Hässlichkeit und Dummheit und rufe mit ihrer aggressiven Sprache sowie der Abwesenheit jeglicher erzählerischer Stringenz nur Abneigung hervor (Wprost), schränkte aber ein, das neue Buch sei nicht schlechter als das erste. Es sei so giftig wie verzweifelt (Tygodnik Powszechny). Paw Królowej ist in Versen nach Art eines Hip-hop-Songs geschrieben. Die Autorin seziert und persifliert darin die polnische Gegenwartssprache. Ähnlich wie sein Vorgänger malt auch Paw królowej ein düsteres Bild des heutigen Polen.
2006 veröffentlichte Masłowska ihr erstes Bühnenstück, Dwoje biednych Rumunów mówiących po polsku (deutsch: Zwei arme, Polnisch sprechende Rumänen), das bei einer szenischen Lesung im Warschauer Theater „TR Warszawa“ vorgestellt wurde. Ihr aktuellstes Stück ist Między nami dobrze jest (Wir kommen gut klar mit uns), eine Auftragsarbeit für das TR Warszawa und die Schaubühne am Lehniner Platz. Es wurde erstmals 2009 beim „Internationalen Autorenfestival zu Identität und Geschichte“ in Berlin aufgeführt.
Masłowska schrieb Kolumnen für die Zeitschrift Przekrój, veröffentlicht unter dem Titel Dziennik z krainy pazłotka, sowie Literaturrezensionen für eine Beilage der Gazeta Wyborcza, die Wysokie Obcasy (Hohe Absätze).
2023 erhielt sie den polnischen Kulturpreis Paszport Polityki in der Kategorie Kulturschaffende.

## Einflüsse
Von Dorota Masłowska wurden zum Beispiel Agnieszka Drotkiewicz und Mirosław Nahacz beeinflusst.

## Sonstiges
Beide Romane wurden vielfach auf die Bühne gebracht. Inszenierungen auf der Grundlage von Wojna polsko-ruska realisierten Agnieszka Lipiec-Wróblewska (2003, Teatr Wybrzeże in Danzig) und Paweł Niczewski (2005, Piwnica przy Krypcie in Stettin), sowie nach Paw królowej Łukasz Kos (2006, Państwowa Wyższa Szkoła Filmowa, Telewizyjna i Teatralna im. Leona Schillera in Lodz), Jacek Papis (2006, Teatr Wytwórnia in Warschau) und Krzysztof Jaworski (2006, Teatr Ludowy in Krakau). Der Roman Wojna polsko-ruska wurde 2009 von Xawery Żuławski verfilmt.

## Preise
- 2001: Preis der Zeitschrift Twój Styl im Wettbewerb Tagebücher
- 2002: Paszport Polityki, Preis der Wochenzeitung Polityka für ihren „originellen Blick auf die polnische Realität sowie einen schöpferischen Umgang mit der Alltagssprache“.
- 2002: Preis „Złote Pióro Sopotu“
- 2003: Nominierung für den Nike-Literaturpreis
- 2005: Deutscher Jugendliteraturpreis
- 2006: Nike für das Jahr 2005 (Paw królowej)
- 2020: Samuel-Bogumil-Linde-Preis, zusammen mit Dea Loher

## Werke
- 2002: Wojna polsko-ruska pod flagą biało-czerwoną. Lampa i Iskra Boża, Warschau 2002, ISBN 83-86735-87-2 (deutsch: Schneeweiß und Russenrot. Kiepenheuer & Witsch, Köln 2004, ISBN 3-462-03376-X, übersetzt von Olaf Kühl)
- 2005: Paw królowej. Lampa i Iskra Boża, Warschau 2005, ISBN 83-89603-20-9 (deutsch: Die Reiherkönigin. Ein Rap. Kiepenheuer & Witsch, Köln 2007, ISBN 978-3-462-03778-4, übersetzt von Olaf Kühl)
- 2006: Dwoje biednych Rumunów mówiących po polsku. Drama (veröffentlicht in der Anthologie TR/PL, herausgegeben von TR Warszawa)
- 2008: Między nami dobrze jest. (Wir kommen gut klar mit uns) – Drama, Lampa i Iskra Boża, Warschau 2008, ISBN 978-83-89603-60-9
- 2012: Kochanie, zabiłam nasze koty. – Roman, Noir sur Blanc, Warschau 2012, ISBN 978-83-7392-393-5 (deutsch: Liebling, ich habe die Katzen getötet. Kiepenheuer & Witsch, Köln 2015, ISBN 978-3-462-04719-6, übersetzt von Olaf Kühl)
- 2018: Inni ludzie. – Roman, Literackie, Krakau 2018, ISBN 978-8-308-06510-5 (deutsch: Andere Leute. Rowohlt Berlin, Berlin 2019, ISBN 978-3-7371-0072-4, übersetzt von Olaf Kühl)
- 2022: Bowie w Warszawie. – Roman, Literackie, Krakau 2022, ISBN 978-8-308-07455-8 (deutsch: Bowie in Warschau. Rowohlt Berlin, Berlin 2022, ISBN 978-3-7371-0164-6, übersetzt von Olaf Kühl)